# Handverktyg

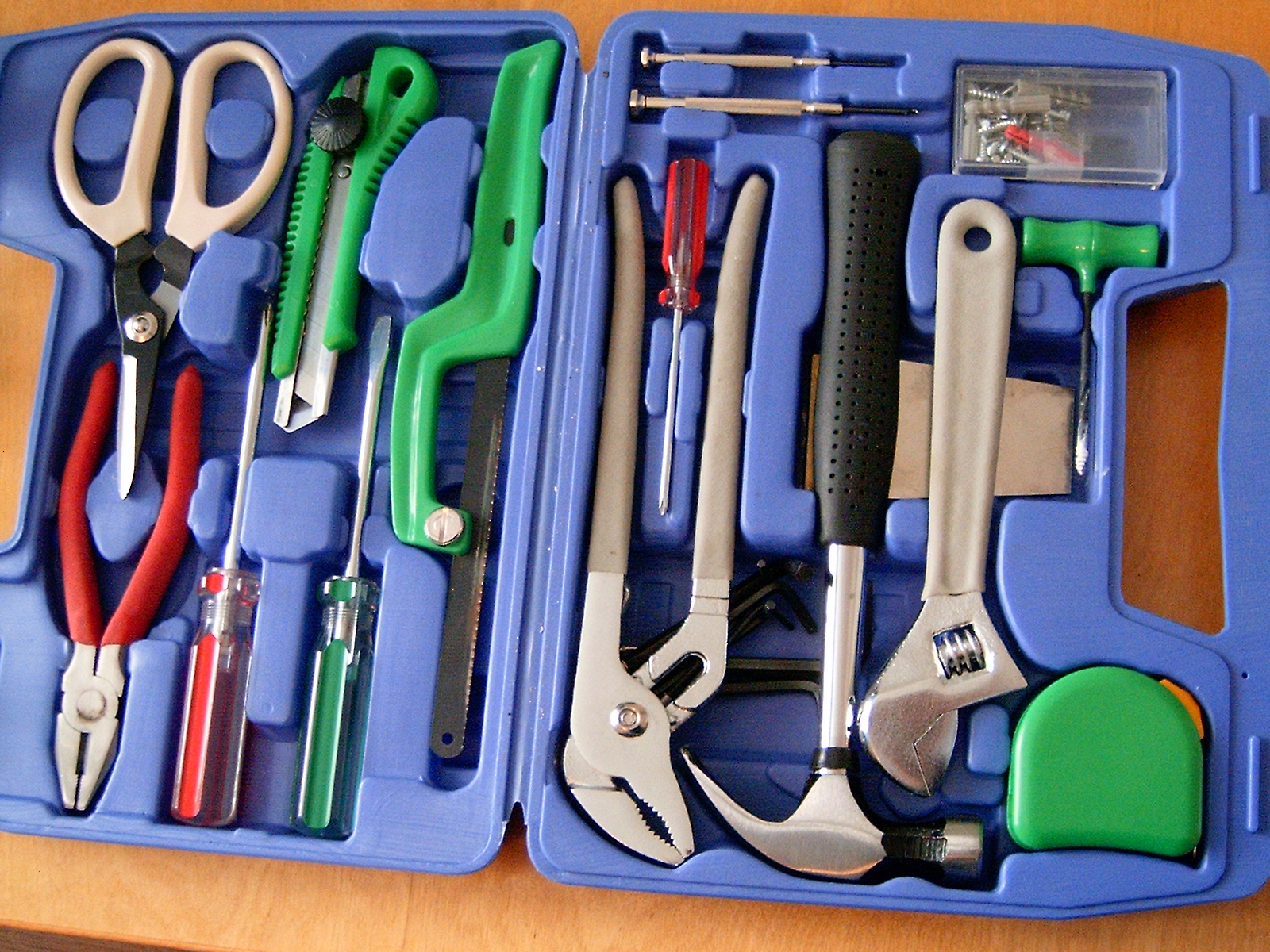

Handverktyg är verktyg som hålls med ena eller båda händerna för att till exempel hamra, såga, märka och mäta. De är inte batteridrivna eller motordrivna. Sverige har en lång tradition av tillverkning av handverktyg från företag som Hultafors, som startade sin tillverkning 1883, och Bahco, som startade sin tillverkning 1886.

## Exempel
- Borr
- Dorn
- Däxel
- Fil
- Hammare
- Huggmejsel
- Hydraulisk avbitare
- Hyvel eller Rubank
- Kniv
- Körnare
- Pryl (verktyg)
- Rasp
- Skruvmejsel
- Skruvnyckel
- Stämjärn
- Skiftnyckel
- Skölp eller håljärn
- Snörslå
- Såg
- Tving
- Tång
- Vinkelhake
- Vattenpass
- Buntbandspistol